# Chris Isaak
Christopher Joseph Isaak, detto Chris (Stockton, 26 giugno 1956), è un cantautore, chitarrista e attore statunitense.
Il suo stile malinconico omaggia il rockabilly, il folk, il country e il rock 'n' roll, rifacendosi in modo particolare a Elvis Presley e Roy Orbison.

## Biografia
Isaak è nato a Stockton, in California, il 26 giugno 1956 da Joseph Isaak, detto Joe, un operaio statunitense di origini tedesche, e da Dorothy Louise Vignolo, una cameriera di origini italiane (precisamente di Tre Fontane, frazione di Montoggio, in provincia di Genova) e svedesi. Le origini liguri vennero esplicate dallo stesso Isaak quando apparve come ospite in una puntata di Domenica in, nella quale raccontò anche della sua passione per il pesto alla genovese. La madre riprese poi a studiare, laureandosi in Pedagogia.
Dopo essersi diplomato al college e aver fatto un viaggio di studio in Giappone nel 1978, si appassionò al rock 'n' roll e alle incisioni di Elvis Presley pubblicate per la Sun Records. Nei primi anni ottanta formò il suo complesso, i Silvertone, di cui faceva parte anche James Calvin Wilsey degli Avengers.
Dopo essere stato scritturato dalla Warner Bros., l'artista pubblicò il primo album Silvertone, uscito nel 1985. Benché il repertorio mesto e nostalgico di Isaak abbia ricevuto giudizi critici positivi, Silvertone non venne ben accolto dal pubblico e si rivelò un fiasco commerciale. Grazie all'interessamento di John Fogerty, la Warner concesse un'altra possibilità ad Isaak. Due delle tracce di Silvertone (Gone Ridin' e Livin' For Your Lover) compariranno nel film Velluto blu (1986) di David Lynch.
Dopo l'omonimo album del 1986, che gli valse un disco di platino in Francia e, secondo Eddy Cilìa, avrebbe permesso all'artista di confermarsi come «uno dei più interessanti interpreti di ballate rock del decennio», Isaak pubblicò, nel 1989, Heart Shaped World, che gli valse la fama di artista di culto. L'album contiene il massimo successo del cantautore Wicked Game, promosso da un videoclip molto sensuale girato dal fotografo Herb Ritts con una famosa top model, Helena Christensen. A contribuire al successo della canzone vi furono una radio di Atlanta e la comparsa di una versione strumentale della traccia nel film di David Lynch Cuore selvaggio. Chris Isaak si aggiudicò una forte presenza in ogni canale televisivo musicale.
Il successo proseguì negli album immediatamente successivi. San Francisco Days (1993), un omaggio al tecnico del suono Louie Beeson, ammorbidisce le atmosfere cupe dei dischi precedenti. Ad esso seguì Speak of the Devil (1998), il suo disco più vario.
Alcune sue canzoni sono state incluse in film di registi, tra cui, per esempio, Eyes Wide Shut di Stanley Kubrick (con il singolo Baby Did a Bad Bad Thing) o presenziando con alcune parti in film come Piccolo Buddha di Bernardo Bertolucci, Il silenzio degli innocenti di Jonathan Demme, Fuoco cammina con me (prequel cinematografico della serie televisiva I segreti di Twin Peaks) o in telefilm come Friends, ma la sua massima espressione la si deve al film The Family Man in una scena cult del film con Nicholas Cage e Tea Leoni.
Dal 2001 al 2004 interpretò la parte di se stesso nella sitcom The Chris Isaak Show. La trasmissione, nata tramite il canale televisivo via cavo Showtime, mostra alcuni backstage dei suoi concerti (veri o di fantasia).
A partire dagli anni duemila, Isaak continuerà a incidere nuovi lavori, tra cui i poco apprezzati Always Got Tonight (2002) e Christmas (2004), una raccolta di canzoni natalizie. Più recentemente ha pubblicato l'album di cover Beyond the Sun (2011).

## Discografia

### Album in studio
- 1985 - Silvertone
- 1987 - Chris Isaak
- 1989 - Heart Shaped World
- 1993 - San Francisco Days
- 1995 - Forever Blue
- 1996 - Baja Sessions
- 1998 - Speak of the Devil
- 2001 - Always Got Tonight
- 2004 - Christmas
- 2009 - Mr. Lucky
- 2011 - Beyond the Sun
- 2015 - First Comes the Night
- 2022 - Everybody knows it's Christmas

### Album dal vivo
- 2008 - Live in Australia
- 2010 - Live at Fillmore
- 2017 - Chris Isaak Christmas Live on Soundstage

### Raccolte
- 1991 - Wicked Game
- 2000 - 3 for One
- 2006 - Best of Chris Isaak